# Lachnolaimus maximus
Lachnolaimus maximus là loài cá biển duy nhất thuộc chi Lachnolaimus trong họ Cá bàng chài. Loài này được mô tả lần đầu tiên vào năm 1792.

## Từ nguyên
Từ định danh của chi được ghép bởi 2 từ trong tiếng Latinh: lachnos ("có lông tơ") và laimos ("cổ họng"), hàm ý đề cập đến một vùng cổ họng được phủ bởi một lớp màng mịn như nhung.
Từ định danh của loài trong tiếng Latinh có nghĩa là "lớn nhất", hàm ý đề cập đến kích thước to lớn của loài này.

## Phạm vi phân bố và môi trường sống
L. maximus có phạm vi phân bố rộng khắp Tây Đại Tây Dương. Từ tỉnh Nova Scotia (Canada), bang Bắc Carolina (Hoa Kỳ) và Bermuda ở phía bắc, loài cá này được ghi nhận dọc theo bờ biển phía đông Hoa Kỳ, trải dài đến khắp vùng bờ biển Caribe và vịnh México, mở rộng phạm vi đến chuỗi đảo Antilles ở phía đông và đến tận vùng bờ biển Nam Brazil ở phía nam.
L. maximus trưởng thành sống gần những rạn san hô, đặc biệt san hô mềm, trên nền đáy cát ở độ sâu đến 40 m, còn cá con thường núp trong các thảm cỏ biển và những rạn san hô gần bờ.

## Loài bị đe dọa
L. maximus đã bị đánh bắt quá mức từ những năm 1970, và nạn đánh bắt bừa bãi như vậy vẫn còn gia tăng. Ước tính, số lượng của loài này đã sụt giảm tới 30% trong toàn bộ phạm vi phân bố của chúng bởi hoạt động câu cá giải trí. Vì vậy mà L. maximus được xếp vào danh sách Loài sắp nguy cấp.

## Mô tả

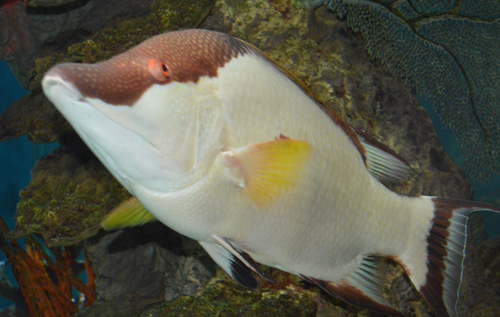
Cá đực

L. maximus có chiều dài cơ thể tối đa được ghi nhận là 91 cm và là loài lưỡng tính tiền nữ. Loài này đa dạng màu sắc, từ màu xám nhạt, nâu nhạt đến nâu đỏ (có thể lốm đốm các vệt trắng) với vùng thân dưới nhạt màu hơn. Cá đực trưởng thành chủ yếu có màu xám với một dải màu nâu sẫm từ mõm băng qua trán, trải dài đến phần lưng trước. Cá đực và cá cái đều có một đốm đen ở gốc sau của vây lưng. Mống mắt có màu đỏ tươi. Vây ngực có màu vàng. Các dải màu sẫm nằm dọc theo rìa của vây lưng, vây hậu môn và vây đuôi.
Hàm răng chắc khỏe với các răng nanh nhô ra trước ở hai hàm giúp chúng dễ dàng nghiền nát những con mồi có vỏ cứng.
Số gai ở vây lưng: 14 (3 gai đầu tiên vươn dài); Số tia vây ở vây lưng: 11; Số gai ở vây hậu môn: 3; Số tia vây ở vây hậu môn: 10.

## Sinh thái
Thức ăn của L. maximus là các loài động vật chân bụng, động vật hai mảnh vỏ, động vật thân mềm, động vật giáp xác và cả nhím biển. Tuổi thọ tối đa của loài này được biết đến là 23 năm.
L. maximus cái bắt đầu thay đổi giới tính sau một mùa sinh sản và mất vài tháng để biến đổi hoàn toàn thành cá đực. Những cá thể cái được 3–5 năm tuổi (đạt đến chiều dài 30–40 cm) đã bắt đầu chuyển đổi giới tính thành cá đực, nhưng điều này cũng được quan sát ở những con cá cái lớn đến 13 năm tuổi.
L. maximus sống thành từng nhóm nhỏ, với một con cá đực thống trị những con cá cái trong hậu cung của nó. Những con cá đực bảo vệ bầy cá cái của chúng, và chỉ sinh sản với những con cái trong hậu cung. Mùa sinh sản của chúng diễn ra từ tháng 1 đến tháng 5. Sự sinh sản xảy ra vào cuối buổi chiều và đầu buổi tối.

## Thương mại
L. maximus được xem là một loài hải sản có thịt ngon, mặc dù loài này có tầm quan trọng thương mại không được đánh giá cao.